# Neomochtherus aerifacies
Neomochtherus aerifacies är en tvåvingeart som beskrevs av Tsacas 1968. Neomochtherus aerifacies ingår i släktet Neomochtherus och familjen rovflugor. Inga underarter finns listade i Catalogue of Life.